# Wendy Cárdenas
Wendy Cárdenas (San Alberto, Cesar; 16 de julio de 1995) es una futbolista profesional que juega de mediocampista. Su actual equipo es el Independiente Santa Fe de la Liga Profesional Femenina de Fútbol de Colombia. Actualmente es la jugadora con más participaciones en el Atlético Bucaramanga.

## Biografía
Desde 2017 hace parte de la plantilla profesional de Atlético Bucaramanga. Se destaca por ser una de las jugadoras con mejores asistencias del equipo auriverde. Frecuentemente juega como volante por derecha y en ocasiones como delantera. 
Su primer gol como profesional lo anotó el 11 de marzo de 2017 en el Daniel Villa Zapata tras la victoria 2-4 de Atlético Bucaramanga sobre Alianza Petrolera.
Para el campeonato de la Liga Profesional Femenina 2020, Cárdenas fue fichada por el Independiente Santa Fe.
En el año 2021 participa con Real Santander en la Liga Femenina Colombiana, en la segunda fecha marca gol al Atlético Bucaramanga.